# Charles-Marie de Quélen
Mgr Charles-Marie de Quélen (20 juillet 1704, Lanvoy - 21 avril 1777, Le Faou) est un prélat français, évêque de Bethléem de 1754 à 1777.

## Biographie
Prêtre curé de Saint-Michel d'Ingouville et des églises de Notre-Dame et Saint-François du Havre le 30 janvier 1733, puis abbé commendataire de l'abbaye Notre-Dame de Larrivour, il devient évêque de Bethléem en 1754.
Il est nommé conseiller du roi en ses conseils.

### Sources
- Louis Chevalier Lagenissière, Histoire de l'évêché de Bethléem, 1872.